# A o mie și doua poveste a Șeherezadei
„A o mie și doua poveste a Șeherezadei” (în engleză The Thousand-and-Second Tale of Sheherazade), tradusă inițial „A o mie doua poveste a Șeherazadei”, este o povestire comică scrisă de Edgar Allan Poe și publicată în numărul din februarie 1845 al revistei Godey's Lady's Book.
Povestirea este prezentată ca o continuare necunoscută a antologiei arabe O mie și una de nopți, fiind descrisă cea de-a opta și ultima călătorie a lui Sinbad Marinarul, împreună cu diversele mistere întâlnite de el și de echipajul său. Anomaliile sunt descrise apoi de autor în notele explicative din josul paginilor. În timp ce regele este neîncrezător - exceptând cazul vacii ce ține un continent așezat pe spatele său - că toate aceste mistere sunt reale, aceste mistere s-au petrecut în diverse locuri înainte sau în timpul vieții lui Poe. Povestirea se termină cu dezgustarea atât de profundă a regelui de povestea Șeherezadei încât poruncește ca ea să fie executată a doua zi.

## Rezumat
Pe când făcea niște cercetări de orientalistică, naratorul nenumit a descoperit o lucrare practic necunoscută în Europa și America denumită Tellmenow Isitsöornot. Răsfoind câteva pagini din acea lucrare, el a aflat că poveștile spuse sultanului Șahriar de către Șeherezada au continuat și în cea de-a o mie și doua noapte, când i-a fost relatat sfârșitul poveștii lui Sinbad Marinarul.
După ce s-a bucurat mai mulți ani de liniștea de acasă, bătrânului Sinbad i-a venit dorul de a cutreiera din nou prin lume, el alăturându-se unor oameni-animale denumiți cotconechezi pe spinarea unui monstru marin gigantic. El devine prieten cu acei oameni și le învață limba (care este veriga-lipsă dintre nechezat și cotcodăcit). Un exemplu al sunetelor scoase de cotconechezi este următorul: 
|  | Washish squashish squeak, Sindbad, hey-diddle diddle, grunt unt grumble, hiss, fiss, whiss. |

Împreună cu acei oameni, Sinbad călătorește pe spinarea monstrului în diferite regiuni ale pământului, ajungând într-un loc în care toate lucrurile par inversate, astfel încât o pădure de copaci înfrunziți și falnici crește în fundul unui lac adânc, apoi într-un oraș construit de insecte și pe un munte înalt de pe care curgeau puhoaie de metal topit. El descoperă legume care cresc în aer, păsări pricepute la geometrie și cai ce au oase de metal și apă clocotită în loc de sânge (metaforă pentru tren). Auzind descrierile realizate de Șeherezada, sultanul își exprimă disprețul față de poveștile incredibile pe care nu le crede a fi adevărate (singurul lucru pe care îl crede este ținerea unui continent pe spinarea unei vaci albastre cu 400 de coarne - pentru că ar fi citit ceva asemănător într-o carte), considerându-le niște bazaconii.
În cele din urmă sultanul devine prea neîncrezător și, înțelegând că toate femeile sunt niște mincinoase, hotărăște ca Șeherezada să fie executată. În timp ce i se strângea ștreangul de gât, ea se consolează totuși cu faptul că neastâmpărul și brutalitatea soțului ei îl vor lipsi de cunoașterea unor nenumărate aventuri nemaipomenite.

## Istoricul publicării
A o mie și doua poveste a Șeherezadei a fost publicată în ediția din februarie 1845 a revistei Godey's Lady's Book
Prima traducere în limba română a fost realizată de Ion Vinea și a fost publicată sub titlul „A o mie doua poveste a Șeherazadei” în vol. Scrieri alese (vol. II), editat în 1963 de Editura pentru Literatură Universală din București. Cu prilejul reeditărilor ulterioare, unii editori au optat pentru titlul „A o mie și doua poveste a Șeherezadei”. Alte traduceri au fost realizate de Florența Drăghicescu (publicată sub titlul „Cea de-a o mie doua poveste a Șeherezadei” în volumul Scurtă discuție cu o mumie, editat în 2005 de Editura Minerva din București) și de Liviu Cotrău (publicată sub titlul „A o mie și doua poveste a Șeherezadei” în volumul Misterul lui Marie Rogêt și alte povestiri, editat în 2005 de Editura Polirom din Iași și reeditat de mai multe ori).